# Cooperativa para el desarrollo del Congo
La Cooperativa para el desarrollo del Congo (CODECO) es una facción armada de la República Democrática del Congo activa en el conflicto de Ituri, compuesta por la comunidad Lendu (uno de los grupos étnicos de la región). Ella estuvo notablemente involucrada en la Masacre de Plaine Savo el 2 de febrero de 2022.
CODECO es una asociación libre de varias milicias lendus que operan en la República Democrática del Congo. El grupo fue una vez una cooperativa agrícola pacífica, antes de convertirse en un movimiento rebelde armado. El movimiento se reorganizó varias veces bajo diferentes líderes, volviéndose más rebelde y menos cohesivo a medida que pasaba el tiempo. Varias de las milicias que afirman afiliarse a CODECO son acusadas de masacres y crímenes de guerra por funcionarios de las Naciones Unidas. Actualmente se describe como una secta político-religiosa armada, una asociación de milicias Lendu o una secta político-militar. El grupo declaró un alto el fuego unilateral en agosto de 2020.